# Les Girls
Les Girls är en amerikansk musikalfilm från 1957. Den vann en Oscar för bästa kostym vid Oscarsgalan 1958.

## Handling
Lady Wren har skrivit en skandalbok där hon avslöjar vad som hände bakom kulisserna på den teater i Paris där hon jobbade en gång. Hennes dåtida bästa vän stämmer henne och i domstolen berättar de båda vad som "egentligen" hände.

## Rollista (i urval)
- Gene Kelly - Barry Nichols, regissör
- Mitzi Gaynor - Joy Henderson, danserska
- Kay Kendall - Sybil Wren, danserska
- Taina Elg - Angèle Ducros